# Mygdal Kirke
Mygdal Kirke er en kirke i Mygdal Sogn i det tidligere Vennebjerg Herred, Hjørring Amt, nu Hjørring Kommune i Vendsyssel. Kor og skib blev opført af teglsten 1200-1250, koret har muligvis haft apsis. Den sirlige sokkelprofil er delvist formet i granit. Kor og skib er udvendigt prydet med egnens karakteristiske lisener og rundbuefriser. Den tilmurede syddørs spidsbuestik er indvendigt ledsaget af et savskifte, norddøren sidder i oprindeligt leje men er noget udvidet. I skibets mure ses tilmurede rundbuevinduer. Nordkapellet blev opført i 1500-tallet af Christoffer Lunge til Odden herregård som gravkapel for familien. Vestgavlen blev ombygget i 1600-tallet, østgavlen i 1846. På kirkegården ligger N.P. Madsen-Mygdal begravet.
Altertavlen stammer fra 1595 men blev stærkt omdannet i 1770. Den romanske døbefont af granit har halvkugleformet kumme på pyramidestubfod (Mackeprang 155). I kirken ses et sengotisk korbuekrucifiks fra omkring 1500. Prædikestolen er fra 1777. I korets væg ses en figurgravsten fra 1576 over Christoffer Lunge, der faldt ved Falkenberg i 1565, og hans hustru Karen Jørgensdatter (død 1556). På nordvæggen ses et kalkmaleri med en meget smuk Maria med barn fra slutningen af 1300-tallet muligvis af samme maler som har udført Sankt Kristoffer i Hjørring. Under Maria ses et våbenskjold med skaktavlet mønster, formodentlig for Niels Mogensen Glob som kendes fra denne egn i 1394.

## Eksterne kilder og henvisninger
- Wikimedia Commons har flere filer relateret til Mygdal Kirke
- Efter Nordenskirker.dk Arkiveret 15. september 2011 hos  Wayback Machine (tilladelse fra Hideko Bondesen)
- Mygdal Kirke på KortTilKirken.dk